# Хоэ (река)
Хоэ — река на острове Сахалин.
Впадает в Татарский пролив. В административном отношении протекает по территории Александровск-Сахалинского района. Берёт начало на западном склоне Камышового хребта. Общая протяжённость реки составляет — 33 км. Площадь её водосборного бассейна насчитывает 231 км². При прохождении тайфунов на реке возможны наводнения.

## Данные водного реестра
По данным государственного водного реестра России относится к Амурскому бассейновому округу.
Код объекта в государственном водном реестре — 20050000212118300008933.